# 6-idrossinicotinato reduttasi
La 6-idrossinicotinato reduttasi è un enzima appartenente alla classe delle ossidoreduttasi, che catalizza la seguente reazione:
6-osso-1,4,5,6-tetraidronicotinato + ferredossina ossidata ⇄ 6-idrossinicotinato + ferredossina ridotta